# Recebedores da Cruz de Cavaleiro da Cruz de Ferro: A
A Cruz de Cavaleiro da Cruz de Ferro (em alemão:  Ritterkreuz des Eisernen Kreuzes) foi a maior condecoração militar concedida pela Alemanha Nazi durante a Segunda Guerra Mundial. Era concedida a militares de todas as patentes, deste um soldado até um Marechal de Campo e por diversos motivos que incluíam os atos de bravura de um soldado em batalha, um piloto de caça por ter abatido um número significativo de aeronaves inimigas e o hábil comando das tropas durante a batalha. Os condecorados eram enaltecidos pela propaganda alemã, tendo eles recebido grande atenção por parte da publicidade. Eram vendidos, por exemplo, porta retratos com as fotos dos últimos condecorados. Eles ainda eram convidados a discursar aos trabalhadores das fábricas envolvidas no esforço de guerra.
Desde a sua primeira condecoração concedida no dia 30 de setembro de 1939, até a sua última condecoração no dia 17 de junho de 1945, ela foi entregue a 7321 soldados. O número de condecorados é baseado na análise da comissão dos Recebedores da Cruz de Cavaleiro (AKCR). Foi concedida para os três ramos da Wehrmacht: Heer (exército terrestre alemão), Luftwaffe (força aérea) e Kriegsmarine (marinha) além da Waffen-SS, Reichsarbeitsdienst (serviço de trabalho do Reich) e Volkssturm (milícia nacional). Além dos soldados alemães, a condecoração também foi concedida para 43 estrangeiros, aliados do Terceiro Reich.
Walther-Peer Fellgiebel, que foi o ex-presidente e chefe da comissão de ordem do AKCR, escreveu um livro no ano de 1986 onde listou os condecorados com a Cruz de Cavaleiro, intitulado: Die Träger des Ritterkreuzes des Eisernen Kreuzes 1939–1945 — Die Inhaber der höchsten Auszeichnung des Zweiten Weltkrieges aller Wehrmachtsteile — Os portadores da Cruz de Cavaleiro da Cruz de Ferro 1939-1945 - Os proprietários do maior prêmio da Segunda Guerra Mundial de todos os ramos da Wehrmacht. Lançou a segunda edição de seu livro no ano de 1996, onde retirou 11 condecorados da lista original. Já o autor e historiador Veit Scherzer lançou tem dúvida sobre a condecoração de 193 dos listados, a maioria destes condecorados no ano de 1945, quando os acontecimentos dos últimos dias do Terceiro Reich deixaram um número de indicações incompletas e até várias fases do processo de aprovação estavam incompletas. O livro escrito por Scherzer foi em cooperação com o Arquivo Federal da Alemanha. Este livro foi escolhido pelo professor Dr. Franz W. Seidler para a Universidade da Bundeswehr de Munique e Deutsche Dienststelle (WASt), sendo considerado como uma referência aceita nestes dois lugares.

## Criação
A Cruz de Cavaleiro da Cruz de Ferro e seus graus mais altos foram baseados em quatro diferentes decretos. O primeiro decreto Reichsgesetzblatt I S. 1573 de 1 de setembro de 1939 instituiu a Cruz de Ferro (Eisernes Kreuz) e Cruz de Cavaleiro da Cruz de Ferro e a Grande Cruz de Cruz de Ferro (Großkreuz des Eisernen Kreuzes). O segundo artigo do decreto especifica que para ser condecorado com uma classe superior deveria ser primeiramente condecorado com todas as classe precedentes. Com o progresso da guerra, alguns do condecorados foram se destacando, sendo necessária um novo grau da condecoração, sendo então instituído no dia 3 de junho de 1940 o decreto Reichsgesetzblatt I S. 849 que criou a Cruz de Cavaleiro da Cruz de Ferro com Folhas de Carvalho.
Foram criados no dia 28 de setembro de 1941 dois graus da Cruz de Cavaleiro com o decreto Reichsgesetzblatt I S. 613, a Cruz de Cavaleiro da Cruz de Ferro com Folhas de Carvalho e Espadas Ritterkreuz des Eisernen Kreuzes mit Eichenlaub und Schwertern e a Cruz de Cavaleiro da Cruz de Ferro com Folhas de Carvalho, Espadas e Diamantes Ritterkreuz des Eisernen Kreuzes mit Eichenlaub, Schwertern und Brillanten. No final de 1944 o último grau da Cruz de Cavaleiro, a Cruz de Cavaleiro da Cruz de Ferro com Folhas de Carvalho Douradas, Espadas e Diamantes Ritterkreuz des Eisernen Kreuzes mit goldenem Eichenlaub, Schwertern und Brillanten a condecoração foi criada com o decreto Reichsgesetzblatt 1945 I S. 11 de 29 de dezembro de 1944.

## Condecorados
Aqui estão listados 118 condecorados com a Cruz de Cavaleiro da Cruz de Ferro da Wehrmacht e Waffen-SS, cujos sobrenomes se iniciam com a letra "A", estando ordenados em ordem alfabética pelo sobrenome. Fellgiebel removeu um militar desta lista e Scherzer tem dúvidas da validade de outros três militares listados. O Oberkommando der Wehrmacht (Alto Comando das Forças Armadas) manteve uma lista separada para os condecorados da Cruz de Cavaleiro para os membros do Heer (Exército), Kriegsmarine (Marinha), Luftwaffe (Força aérea) e a Waffen-SS. Para cada uma destas listas separadas era designado um número sequencial a cada condecorado. O mesmo se aplica para os graus superiores da Cruz de Cavaleiro, onde era feita uma lista para cada ramo. Destes 118 condecorados, nove foram condecorados com as Folhas de Carvalho e 11 condecorações foram realizadas de forma póstuma. 79 medalhas foram entregues para os membros do Heer, 26 da Lftwaffe, 11 da Waffen-SS e dois da Kriegsmarine.
| Nome                         | Serviço      | Patente                                      | Ocupação e unidade                                                                            | Data de condecoração     | Notas                                            | Imagem |
| ---------------------------- | ------------ | -------------------------------------------- | --------------------------------------------------------------------------------------------- | ------------------------ | ------------------------------------------------ | --- |
| Adolf Abel                   | Heer         | Major                                        | Comandante do I./Grenadier-Regiment 364                                                       | 23 de setembro de 1943   | —                                                | — |
| Josef Abel                   | Heer         | Oberfeldwebel                                | Líder de pelotão no 7./Infanterie-Regiment 217                                                | 23 de novembro de 1941   | —                                                | — |
| Arnulf Abele                 | Heer         | Hauptmann                                    | Comandante do I./Reichsgrenadier-Regiment "Hoch und Deutschmeister"                           | 12 de fevereiro de 1944  | —                                                | — |
| Erich Abraham+               | Heer         | Oberst                                       | Comandante do Infanterie-Regiment 230                                                         | 13 de novembro de 1942   | 516. Folhas de Carvalho 26 de junho de 1944      | — |
| Erich Abraham                | Heer         | Leutnant da reserva                          | Líder do 2./Panzergrenadier-Regiment 13                                                       | 20 de janeiro de 1944*   | Morto em combate 8 de dezembro de 1943           | — |
| Rudolf Abrahamczik           | Luftwaffe    | Oberleutnant                                 | Staffelführer do 14./Kampfgeschwader 2                                                        | 29 de fevereiro de 1944  | —                                                | — |
| Herbert Abratis              | Luftwaffe    | Hauptmann                                    | Líder do II./Fallschirmjäger-Regiment 1                                                       | 24 de outubro de 1944    | —                                                | A man wearing a peaked cap e military uniform with an Iron Cross displayed at the front of his uniform collar                           |
| Albrecht Achilles            | Kriegsmarine | Kapitänleutnant                              | Comandante do U-161                                                                           | 16 de janeiro de 1943    | —                                                | — |
| Georg Ackermann              | Luftwaffe    | Leutnant                                     | Staffelkapitän e oficial técnico no 5./Kampfgeschwader 53 "Legião Condor"                     | 28 de fevereiro de 1945  | —                                                | — |
| Helmut Adam                  | Heer         | Oberleutnant                                 | Chief do 3./Sturmgeschütz-Abteilung 192                                                       | 21 de novembro de 1941   | —                                                | — |
| Paul Adam                    | Heer         | Major da reserva                             | Líder do Grenadier-Regiment 158                                                               | 18 de abril de 1943      | —                                                | — |
| Wilhelm Adam                 | Heer         | Oberst                                       | Adjutant do Armeeoberkommando 6 (Comando Supremo do 6º Exército)                              | 17 de dezembro de 1942   | —                                                | — |
| Felix Adamowitsch            | Heer         | Hauptmann                                    | Chief do 3./Sturmgeschütz-Brigade 904                                                         | 20 de outubro de 1944    | —                                                | — |
| Miervaldis Adamsons          | Waffen-SS    | SS-Untersturmführer                          | Chief do 6./Waffen Grenadier-Regiment 44 (lettische Nr. 6) der SS                             | 25 de janeiro de 1945    | —                                                | — |
| Horst Ademeit+               | Luftwaffe    | Leutnant                                     | Piloto no I./Jagdgeschwader 54                                                                | 16 de abril de 1943      | 414. Folhas de Carvalho 2 de março de 1944       | — |
| Heinz-Paul Adolff            | Luftwaffe    | Hauptmann da reserva                         | Líder do Fallschirm-Pionier-Bataillon 1                                                       | 26 de março de 1944*     | Morto em combate 17 de julho de 1943             | — |
| Walter Adolph                | Luftwaffe    | Hauptmann                                    | Gruppenkommandeur do II./Jagdgeschwader 26 "Schlageter"                                       | 13 de novembro de 1940   | —                                                | — |
| Friedrich Adrario            | Heer         | Hauptmann                                    | Líder do Panzer-Jäger-Abteilung 272                                                           | 26 de dezembro de 1944   | —                                                | — |
| Josef-Hubert Adrian          | Heer         | Oberfeldwebel                                | Líder do 6./Grenadier-Regiment 24                                                             | 28 de março de 1945      | —                                                | — |
| Fritz Aechtner               | Luftwaffe    | Oberfeldwebel                                | Piloto e observador no 1./Nahaufklärungs-Gruppe 5                                             | 20 de dezembro de 1944   | —                                                | — |
| Eckard Afheldt               | Heer         | Oberleutnant                                 | Líder do II./Jäger-Regiment 2 "Brandenburg"                                                   | 17 de março de 1945      | —                                                | — |
| Egon Aghta+                  | Heer         | Oberleutnant (W) da reserva                  | Líder do a bomb disposal commando do Luftgaukommando III Berlin                               | 3 de fevereiro de 1945   | 778. Folhas de Carvalho 12 de março de 1945      | — |
| Heinrich-Wilhelm Ahnert      | Luftwaffe    | Oberfeldwebel                                | Piloto no I./Jagdgeschwader 52                                                                | 23 de agosto de 1942*    | Morto em combate 23 August 1942                  | — |
| Albert Ahrens                | Heer         | Oberfeldwebel                                | Líder de pelotão no 3./Panzer-Jäger-Abteilung 31                                              | 25 de julho de 1943      | —                                                | — |
| Hinrich Ahrens               | Heer         | Unteroffizier                                | Comandante de arma no 13./Grenadier-Regiment 1141                                             | 9 de janeiro de 1945     | —                                                | — |
| Wilhelm Ahrens               | Heer         | Hauptmann                                    | Comandante do III.(Jäger)/Grenadier-Regiment 17                                               | 4 de maio de 1944        | —                                                | — |
| Reinhard Aigen               | Luftwaffe    | Oberfeldwebel                                | Mecânico de bordo no 7./Kampfgeschwader 4                                                     | 9 de junho de 1944*      | Morto em combate 19 de setembro de 1943          | — |
| Hermann Alber                | Waffen-SS    | SS-Sturmmann                                 | Mensageiro do 9./SS-Panzergrenadier-Regiment 20 "Hohenstaufen"                                | 16 de dezembro de 1944*  | Morto em combate 2 August 1944                   | — |
| Robert Alber                 | Heer         | Hauptmann da reserva                         | Líder do I./Panzer-Regiment 201                                                               | 7 de setembro de 1943    | —                                                | — |
| Hans-Wilhelm Albers          | Heer         | Hauptmann                                    | Comandante do I./Artillerie-Regiment 1 "Afrika"                                               | 10 de maio de 1943       | —                                                | — |
| Wilhelm Albert               | Heer         | Hauptmann da reserva                         | Chefe de Companhia no Panzer-Jäger-Abteilung 35                                               | 14 de fevereiro de 1945  | —                                                | — |
| Otto Alberts                 | Heer         | Oberst da reserva                            | Comandante do Grenadier-Regiment 501                                                          | 10 de dezembro de 1943   | Morreu devido à ferimentos10 de dezembro de 1943 | — |
| Egon Albrecht                | Luftwaffe    | Oberleutnant                                 | Staffelführer do 9./Zerstörergeschwader 76                                                    | 22 de maio de 1943       | —                                                | A man wearing a military uniform with various military decorations including an Iron Cross displayed at the front of his uniform collar |
| Fritz Albrecht               | Heer         | Oberst                                       | Líder de um Kampfgruppe do defensive sector of Magdeburg                                      | 19 de abril de 1945      | —                                                | — |
| Kurt Albrecht                | Heer         | Oberst                                       | Comandante do Artillerie-Regiment 172                                                         | 3 de novembro de 1944    | —                                                | — |
| Kurt Albrecht                | Heer         | Oberst da reserva                            | Comandante do Grenadier-Regiment 948                                                          | 28 de fevereiro de 1945  | —                                                | — |
| Oskar Albrecht               | Heer         | Unteroffizier                                | Gun leader do 14.(Jäger)/Infanterie-Regiment 15                                               | 24 de julho de 1941      | —                                                | — |
| Willy Albrecht?              | Heer         | Hauptmann da reserva                         | Comandante do I./Jäger-Regiment 734                                                           | 9 de maio de 1945        | —                                                | — |
| Rudolf Albust                | Heer         | Obergefreiter                                | Gunner do 2./Panzer-Jäger-Abteilung 129                                                       | 19 de dezembro de 1943   | —                                                | — |
| Ernst Alex                   | Heer         | Oberwachtmeister                             | Líder de pelotão no 1./Sturmgeschütz-Abteilung 243                                            | 1 de agosto de 1941      | —                                                | — |
| Heinz Allersmeier            | Heer         | Major da reserva                             | Líder do Feldersatz-Bataillon 181                                                             | 9 de dezembro de 1944    | —                                                | — |
| Friedrich Allmacher          | Heer         | Hauptmann da reserva                         | Comandante do III./Grenadier-Regiment 366                                                     | 7 de março de 1944       | —                                                | — |
| Karl Allmendinger+           | Heer         | Generalmajor                                 | Comandante do 5. Infanterie-Division                                                          | 17 de julho de 1941      | 153. Folhas de Carvalho 13 de dezembro de 1942   | — |
| Karl Alm                     | Heer         | Hauptmann                                    | Líder do II./Grenadier-Regiment 353                                                           | 12 de agosto de 1944     | —                                                | — |
| Friedrich Alpers             | Luftwaffe    | Major                                        | Comandante do Fernaufklärungs-Gruppe 4                                                        | 14 de outubro de 1942    | —                                                | — |
| Eduard Altacher              | Heer         | Hauptmann                                    | Líder do II./Gebirgsjäger-Regiment 143                                                        | 18 de novembro de 1944   | —                                                | — |
| Karl-Heinz Altermann         | Heer         | Oberleutnant                                 | Chief do 1./Panzergrenadier-Regiment 25                                                       | 4 de outubro de 1944     | —                                                | — |
| Gustav Altmann               | Luftwaffe    | Oberleutnant                                 | Líder do Sturmgruppe "Stahl" do Fallschirmjäger-Sturm Abteilung "Koch"                        | 12 de maio de 1940       | —                                                | — |
| Rudolf Altstadt              | Heer         | Hauptmann da reserva                         | Comandante do I./Grenadier-Regiment 380                                                       | 14 de maio de 1944       | —                                                | — |
| Gustav Alvermann             | Heer         | Hauptmann da reserva                         | Chief do 10./Infanterie-Regiment 47                                                           | 26 de maio de 1940       | —                                                | — |
| Herbert Amann                | Heer         | Oberleutnant                                 | Chief do 1./Sturmgeschütz-Abteilung 905                                                       | 10 de fevereiro de 1944* | Morreu devido à ferimentos12 de janeiro de 1944  | — |
| Paul Amann                   | Luftwaffe    | Oberfeldwebel                                | Observador no 3./Kampfgeschwader 4 "General Wever"                                            | 12 de março de 1945      | —                                                | — |
| Dr. Lothar Ambrosius         | Heer         | Oberst                                       | Líder do Divisions-Kampfgruppe 268                                                            | 24 de janeiro de 1944    | —                                                | — |
| Anton Ameiser                | Waffen-SS    | SS-Sturmbannführer da reserva                | Líder do SS Freiwilligen-Kavallerie-Regiment 52 "Ungarn"                                      | 1 de novembro de 1944    | —                                                | — |
| Günter Amelung               | Heer         | Leutnant da reserva                          | Líder do 5./Schnelle Abteilung 123                                                            | 15 de janeiro de 1943    | —                                                | — |
| Heinz-Günter Amelung         | Luftwaffe    | Hauptmann                                    | Staffelkapitän do 5./Sturzkampfgeschwader 77                                                  | 15 de julho de 1942      | —                                                | — |
| Siegfried Amerkamp           | Heer         | Obergefreiter                                | Líder de Grupo no Sturmkompanie/Grenadier-Regiment 459                                        | 22 de novembro de 1943   | —                                                | — |
| Fritz Amling                 | Heer         | Wachtmeister                                 | Líder de pelotão no 3./Sturmgeschütz-Abteilung 202                                            | 11 de dezembro de 1942   | —                                                | — |
| Franz Ammann                 | Heer         | Leutnant da reserva                          | Líder do 5./Grenadier-Regiment 256                                                            | 23 de agosto de 1943     | —                                                | — |
| Hermann Ammer                | Heer         | Oberleutnant da reserva                      | Líder do II./Grenadier-Regiment 62                                                            | 12 de outubro de 1943    | —                                                | — |
| Joachim von Amsberg?         | Heer         | Oberst                                       | Comandante do Grenadier-Regiment 502                                                          | 9 de maio de 1945        | —                                                | — |
| Robert Ancans                | Waffen-SS    | Waffen-Untersturmführer                      | Líder do Waffen Feld Ersatz-Bataillon der SS Nr. 19                                           | 25 de janeiro de 1945    | —                                                | — |
| Carl Anders                  | Heer         | Oberst                                       | Comandante do Grenadier-Regiment 484                                                          | 4 de maio de 1944        | —                                                | — |
| Friedrich Anders             | Heer         | Oberfeldwebel                                | Líder de pelotão no 3./Panzer-Aufklärungs-Abteilung 2                                         | 14 de agosto de 1943     | —                                                | — |
| Richard Anders               | Luftwaffe    | Oberleutnant                                 | Piloto no 11.(H)/Nahaufklärungs-Gruppe 12                                                     | 27 de julho de 1944      | —                                                | — |
| Kurt Andersen                | Luftwaffe    | Oberst                                       | Comandante do Flak-Regiment 153                                                               | 23 de dezembro de 1942   | —                                                | — |
| Friedrich Anding             | Heer         | Leutnant                                     | Adjudant of Panzer-Jäger-Abteilung "Großdeutschland"                                          | 8 de maio de 1945        | —                                                | — |
| Anton Andorfer               | Luftwaffe    | Oberleutnant                                 | Staffelführer do 2./Sturzkampfgeschwader 77                                                   | 26 de março de 1944      | —                                                | — |
| Wolf Andreae                 | Heer         | Oberst                                       | Comandante do Werfer-Regiment 71                                                              | 24 de junho de 1944      | —                                                | — |
| Harry Andree                 | Heer         | Major                                        | Comandante do I./Grenadier-Regiment 504                                                       | 4 de maio de 1944        | —                                                | — |
| Ernst Andres                 | Luftwaffe    | Oberleutnant                                 | Piloto no Stabsstaffel/Kampfgeschwader 2                                                      | 20 de abril de 1944      | —                                                | — |
| Hans Andres                  | Heer         | Obergefreiter                                | 1st machine gunner do 2./Panzergrenadier-Regiment 128                                         | 4 de maio de 1944*       | Morreu devido à ferimentos25 de março de 1944    | — |
| Otto Angel                   | Heer         | Unteroffizier da reserva                     | Líder de pelotão no Panzer-Jäger-Abteilung 6                                                  | 15 de março de 1945      | —                                                | — |
| Maximilian de Angelis+       | Heer         | Generalleutnant                              | Comandante do 76. Infanterie-Division                                                         | 9 de fevereiro de 1942   | 323. Folhas de Carvalho 12 de novembro de 1943   | — |
| Heinz Angelmaier             | Heer         | Hauptmann da reserva                         | Líder do Sturmgeschütz-Brigade 279                                                            | 18 de fevereiro de 1945  | —                                                | — |
| Günther Angern               | Heer         | Oberst                                       | Comandante do 11. Schützen-Brigade                                                            | 5 de agosto de 1940      | —                                                | — |
| Karl Angerstein              | Luftwaffe    | Oberst                                       | Geschwaderkommodore of Kampfgeschwader 1 "Hindenburg"                                         | 2 de novembro de 1940    | —                                                | — |
| Günther Anhalt               | Waffen-SS    | SS-Standartenführer e Oberst do Schupo       | Comandante do SS-Polizei-Regiment 2                                                           | 12 de agosto de 1944     | —                                                | — |
| Wilhelm Anhalt               | Kriegsmarine | Kapitänleutnant                              | Chief do 4. Räumbootflottille                                                                 | 3 de julho de 1944       | —                                                | — |
| Udo Anneken                  | Heer         | Leutnant da reserva                          | Líder do 1./Füsilier-Bataillon 83                                                             | 9 de junho de 1944       | —                                                | — |
| Žanis Ansons                 | Waffen-SS    | Waffen-Hauptscharführer                      | Líder de pelotão no 3./Waffen Grenadier-Regiment 44 der SS                                    | 16 de janeiro de 1945    | —                                                | — |
| Werner Anton                 | Luftwaffe    | Generalmajor                                 | Comandante do 6. Flak-Division (motorizado)                                                   | 11 de junho de 1944      | —                                                | — |
| Wilhelm Antrup+              | Luftwaffe    | Hauptmann                                    | Staffelkapitän do 5./Kampfgeschwader 55                                                       | 13 de novembro de 1942   | 655. Folhas de Carvalho 18 de novembro de 1944   | — |
| Wilhelm von Apell            | Heer         | Generalmajor                                 | Comandante do 9. Schützen-Brigade                                                             | 14 de maio de 1941       | —                                                | — |
| Fedor Apelt                  | Heer         | Oberst                                       | Comandante do Grenadier-Regiment 102                                                          | 8 de fevereiro de 1944   | —                                                | — |
| Karlis Aperats               | Waffen-SS    | Waffen-Obersturmbannführer                   | Comandante do Waffen-Grenadier-Regiment 32 (lettische Nr. 1) der SS                           | 21 de setembro de 1944   | —                                                | — |
| Willy Apitz                  | Heer         | Obergefreiter                                | Radio/wireless operator do 10./Artillerie-Regiment 81                                         | 1 de janeiro de 1944     | —                                                | — |
| Karl-Arthur Apitzsch         | Heer         | Oberleutnant                                 | Vorgeschobener Beobachter (Observador de artilharia) do 4./Artillerie-Regiment 3 (motorizado) | 4 de novembro de 1943*   | Died in a Soviet POW camp in 1943                | — |
| Kurt Arendt                  | Heer         | Hauptmann                                    | Comandante do Panzer-Abteilung 5                                                              | 24 de fevereiro de 1945* | Morto em combate 9 de janeiro de 1945            | — |
| Velten Arendt                | Heer         | Hauptmann                                    | Líder do I./Panzer-Regiment 36                                                                | 28 de março de 1945      | —                                                | — |
| Peter Arent!                 | Luftwaffe    | Oberfeldwebel                                | Pioneer Líder de pelotão no Stabskompanie/Fallschirmjäger-Regiment 5                          | 4 de dezembro de 1942*   | Morto em combate 3 de dezembro de 1942           | A man wearing a military uniform |
| Alexander von Arentschildt   | Heer         | Hauptmann                                    | Chief do 2./Panzer-Abteilung 67                                                               | 5 de agosto de 1940      | —                                                | — |
| Josef Armberger              | Waffen-SS    | SS-Obersturmführer                           | Chief do 8./SS-Panzer-Regiment 1 "Leibstandarte SS Adolf Hitler"                              | 31 de outubro de 1944*   | Morto em combate 20 August 1944                  | — |
| Fritz Arndt+                 | Heer         | Obergefreiter                                | Machine gunner do Stabskompanie/Panzer-Pionier-Bataillon 32                                   | 31 de março de 1943      | 678. Folhas de Carvalho 9 de dezembro de 1944    | — |
| Johannes Arndt               | Heer         | Oberstleutnant                               | Comandante do Grenadier-Regiment 391                                                          | 23 de fevereiro de 1944  | —                                                | — |
| Karl Arndt+                  | Heer         | Oberst                                       | Comandante do Infanterie-Regiment 511                                                         | 23 de janeiro de 1942    | 719. Folhas de Carvalho 1 de fevereiro de 1945   | — |
| Hans-Jürgen von Arnim        | Heer         | Generalleutnant                              | Comandante do 17. Panzer-Division                                                             | 4 de setembro de 1941    | —                                                | A man wearing peaked cap e a military uniform                                                                                           |
| Karl Arning                  | Heer         | Oberst                                       | Comandante do Grenadier-Regiment 24                                                           | 11 de outubro de 1943    | —                                                | — |
| Friedrich Arnold             | Heer         | Oberleutnant da reserva                      | Líder de pelotão no 2./Sturmgeschütz-Brigade 237                                              | 16 de novembro de 1943   | —                                                | — |
| Helmut Arpke                 | Luftwaffe    | Feldwebel                                    | Member of Sturmgruppe "Stahl" do Fallschirmjäger-Sturm Abteilung "Koch"                       | 13 de maio de 1940       | —                                                | A man wearing a military uniform with an Iron Cross displayed at the front of his uniform collar                                        |
| Dietrich Ascher              | Heer         | Leutnant da reserva                          | Líder de pelotão no 2./Sturmgeschütz-Brigade 259                                              | 28 de fevereiro de 1945  | —                                                | — |
| Willi Ascherfeld             | Heer         | Hauptmann da reserva                         | Comandante do II./Grenadier-Regiment 926                                                      | 14 de fevereiro de 1945  | —                                                | — |
| Alois Assmann                | Heer         | Obergefreiter                                | Gunner do 1./Panzer-Jäger-Abteilung 61                                                        | 18 de setembro de 1942   | —                                                | — |
| Dr. med.dent. Walter Assmann | Heer         | Generalmajor                                 | Comandante do 101. Jäger-Division                                                             | 10 de fevereiro de 1945  | —                                                | A man wearing a military uniform |
| Franz-Xaver Attenberger      | Heer         | Stabsgefreiter                               | Motorista no 3./Artillerie-Regiment 114                                                       | 21 de janeiro de 1945    | —                                                | — |
| Georg Audenrieth             | Heer         | Stabsgefreiter                               | Líder de Grupo no 3./Gebirgsjäger-Regiment 99                                                 | 10 de fevereiro de 1945  | —                                                | — |
| Paul Audorff                 | Heer         | Oberstleutnant                               | Comandante do Grenadier-Regiment 754                                                          | 13 de maio de 1943       | —                                                | — |
| Karl Auer                    | Waffen-SS    | SS-Hauptsturmführer                          | Líder do I./SS-Polizei-Panzergrenadier-Regiment 8                                             | 31 de outubro de 1944    | —                                                | — |
| Heinz Auert                  | Heer         | Leutnant da reserva                          | Líder do 2./Panzer-Aufklärungs-Abteilung 116                                                  | 28 de fevereiro de 1945  | —                                                | — |
| Hans-Heinz Augenstein        | Luftwaffe    | Oberleutnant                                 | Staffelführer do 7./Nachtjagdgeschwader 1                                                     | 9 de junho de 1944       | —                                                | — |
| Franz Augsberger             | Waffen-SS    | SS-Brigadeführer e Generalmajor do Waffen-SS | Comandante do 20. Waffen-Grenadier-Division der SS (estnische Nr. 1)                          | 8 de março de 1945       | —                                                | — |
| Andreas von Aulock+          | Heer         | Oberst                                       | Comandante do Grenadier-Regiment 226                                                          | 6 de novembro de 1943    | 551st Folhas de Carvalho 16 de agosto de 1944    | — |
| Hans Austen                  | Heer         | Hauptmann                                    | Comandante do II./Grenadier-Regiment 487                                                      | 5 de dezembro de 1943    | —                                                | — |
| Johannes Austermann          | Heer         | Major                                        | Comandante do II./Grenadier-Regiment 1146                                                     | 10 de fevereiro de 1945  | —                                                | — |
| Adolf Ax?                    | Waffen-SS    | SS-Oberführer                                | Líder do 15. Waffen Grenadier-Division der SS (lettische Nr. 1)                               | 9 de maio de 1945        | —                                                | — |
| Erich Axthammer              | Luftwaffe    | Feldwebel                                    | Piloto no Stab/Schlachtgeschwader 10                                                          | 28 de abril de 1945      | —                                                | — |
| Walther von Axthelm          | Luftwaffe    | Generalmajor                                 | Comandante geraldo I. Flak-Korps                                                              | 4 de setembro de 1941    | —                                                | — |
| Fritz Axtmann                | Heer         | Oberfeldwebel                                | Líder de Companhia no 7./Infanterie-Regiment 20 (motorizado)                                  | 25 de agosto de 1941     | —                                                | — |